# 아와디어
아와디어는 인도 우타르프라데시주의 아와드 지역에 거주하는 인도아리아인 민족인 아와드인들이 사용하는 언어로, 동중부 인도아리아어군의 일종이다. 일각에서는 힌디어의 방언으로 보기도 한다.

## 같이 보기
- 아와드